# Ramelteon
Ramelteon (Handelsname: Rozerem (USA), Hersteller: Takeda) ist ein dem Melatonin strukturell verwandter Wirkstoff zur Behandlung von Schlaflosigkeit und Schlafstörung.

## Pharmakologie
Ramelteon ist ein Melatonin-Rezeptor-Agonist, welcher mit hoher Affinität an die Melatonin-Rezeptoren MT1 sowie MT2 (geringe Affinität zu MT3) bindet und so schlaffördernd wirkt, da diese Rezeptoren den Schlaf-Wach-Rhythmus beeinflussen.
Ramelteon besitzt keine nennenswerte Affinität zum GABA-Rezeptorkomplex oder zu Rezeptoren, die Neuropeptide, Cytokine, Serotonin, Dopamin, Noradrenalin, Acetylcholin oder Opiate binden.
Es ist noch nicht geklärt, ob Ramelteon sicherer und effektiver als Melatonin ist. Melatonin hat eine ähnliche biologische Funktion.
Es gibt Hinweise auf eine höhere Sicherheit im Vergleich zu Benzodiazepinen.
Es bewirkt eine Verkürzung der Einschlafdauer um nur 15 Minuten;
damit entspricht die Verkürzung der Einschlafdauer der von Eszopiclon.
Ramelteon kann Hyperprolaktinämie verursachen und fällt bei hohen Dosen im Tierversuch durch Kanzerogenität und Teratogenität auf.

## Zulassungsverfahren
Das für die Bewertung neuer Wirkstoffe zuständige Beratergremium der Europäischen Arzneimittelagentur hat Ende Mai 2008 wegen der geringen Wirksamkeit von Ramelteon die Empfehlung abgegeben, dem Präparat die Zulassung für den EU-Raum zu verweigern. Daraufhin zog der Hersteller den Zulassungsantrag zurück.